# Hattersheim am Main
Hattersheim am Main ist eine Stadt mit 28.467 Einwohnern (31. Dezember 2024) im südhessischen Main-Taunus-Kreis. Sie liegt zentral im Rhein-Main-Gebiet zwischen Frankfurt am Main, Mainz und Wiesbaden.

## Geografie

### Nachbargemeinden und -kreise
Hattersheim grenzt im Nordosten an die kreisfreie Stadt Frankfurt am Main, im Südosten an die Stadt Kelsterbach, im Südwesten an die Stadt Raunheim (beide Kreis Groß-Gerau) sowie im Westen an die Städte Flörsheim am Main und Hofheim am Taunus sowie die Gemeinde Kriftel.

### Stadtgliederung
Hattersheim besteht aus den drei Stadtteilen Hattersheim, Eddersheim und Okriftel.

#### Hattersheim
Hattersheim ist verkehrstechnisch im Nordwesten an die A 66 (Hattersheim) und im Nordosten an die Flughafentangente B 40 (Hattersheim Ost) angebunden, außerdem über eine S-Bahn-Station an der Linie S1 (Rödermark-Ober-Roden – Frankfurt am Main – Wiesbaden). Hattersheim hat eine evangelische Kirche, eine katholische Kirche (St. Martinus) sowie eine Neuapostolische Kirche und vier Moscheevereine, die Fatih-Moschee der IGMG (Vogelweidestraße) und den Marokkanischen Verein (Schützenstraße).

#### Eddersheim
Im Jahr 2007 zählte der Stadtteil 4.986 Einwohner. Der Stadtteil liegt wie Okriftel am Main und ist Standort eines Wasserwerks und einer Schleuse. Der Ingenieur und Erfinder Anton Flettner stammte aus Eddersheim.
Eddersheim hat eine S-Bahn-Station an der Linie S1 (Rödermark-Ober-Roden–Frankfurt am Main–Wiesbaden) sowie eine evangelische und eine katholische Kirche und eine kleine Kapelle.
Darüber hinaus entstanden in den letzten Jahren mehrere Reiterhöfe und Tennishallen.

#### Okriftel
Im Jahr 2007 zählte der Stadtteil 7.563 Einwohner. Die Mainfähre Okriftel setzte bis 2022 Fußgänger und Radfahrer in Richtung Kelsterbach über den Main. Die Fähre war in den Sommermonaten jeweils samstags, sonntags und feiertags in Betrieb. Nach dem unerwarteten Tod des Fährmanns im Jahr 2022 wurde der Betrieb bis auf Weiteres eingestellt.
Okriftel besitzt einen Kunstrasenfußballplatz, eine evangelische Kirche sowie eine katholische Kirche und einen Moscheeverein der Ahmadiyya Muslim Jamaat (Sindlinger Straße).
Eine direkte S-Bahn- oder Autobahnanbindung besteht nicht.

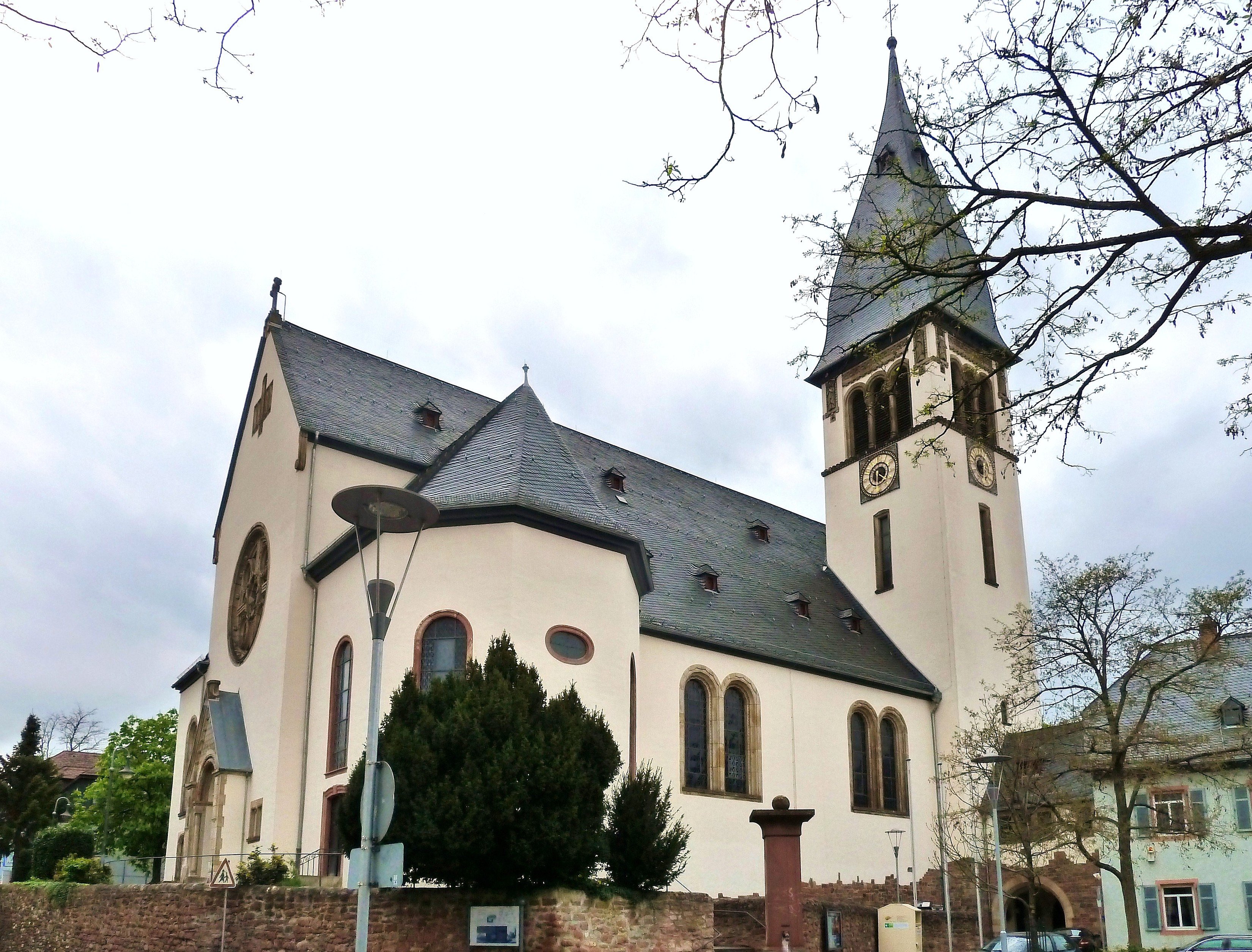
Katholische Kirche St. Martinus in Hattersheim

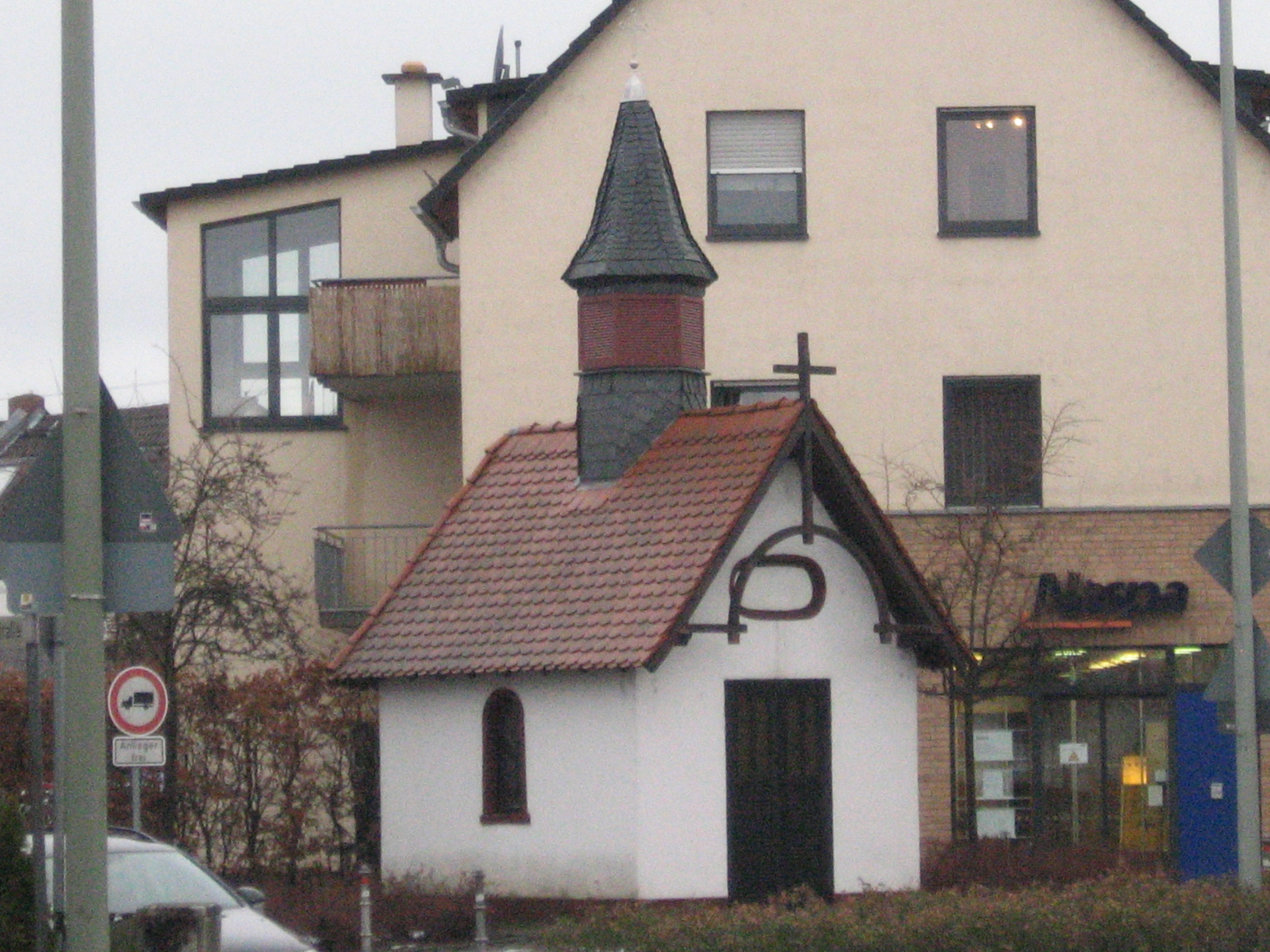
Kapelle Eddersheim

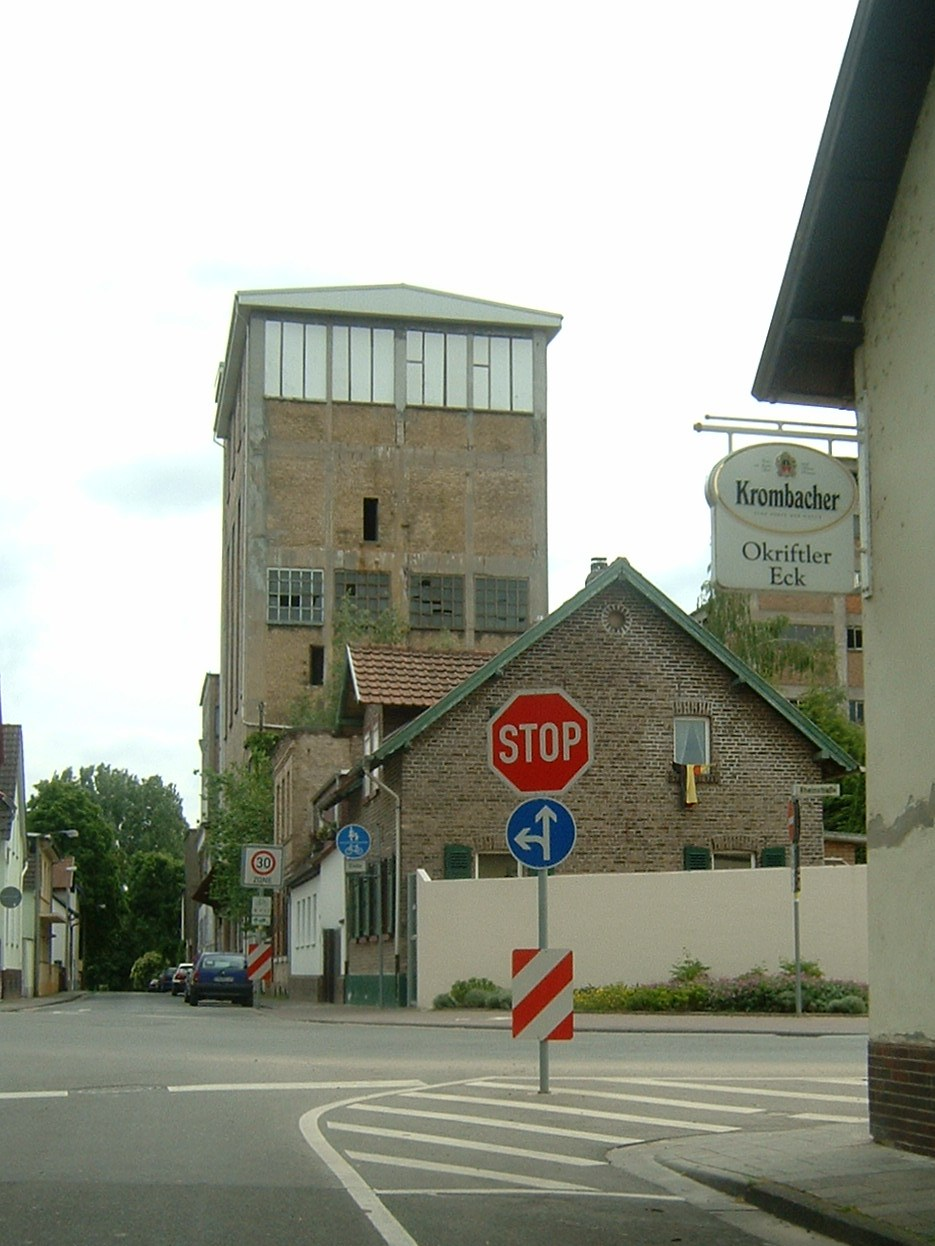
Okriftel Straßeneck und ehemalige Fabrik Phrix

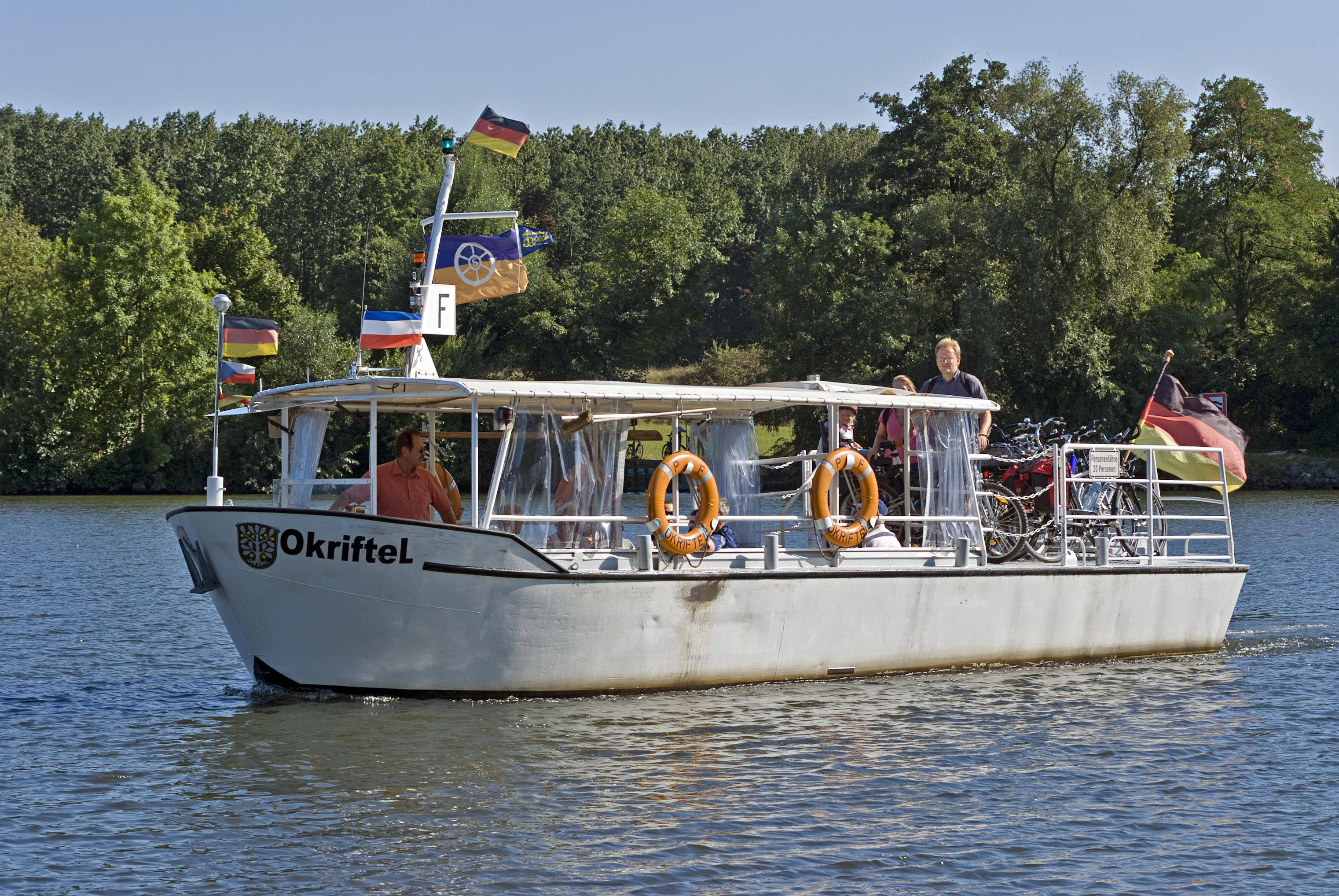
Mainfähre zwischen Okriftel und Kelsterbach

Der alte Ortskern von Okriftel wird von einer größeren Industriebrache beherrscht, die heute Künstler und zahlreiche Kleinbetriebe beherbergt. Die Cellulosefabrik Phrix wurde 1884 gegründet und am 4. September 1970 geschlossen. Die Gründung bedeutete für den landwirtschaftlich geprägten Ort mit seinen damals etwa 650 Einwohnern den Einstieg in das Industriezeitalter. Bei der Schließung gingen über 1000 Arbeitsplätze verloren. Die Phrix-Werke AG war 1948 als Hersteller von Cellulose und Kunststofffasern neugegründet und Anfang 1967 von der Ludwigshafener BASF gekauft worden.
Ortsbildprägend ist auch das Hochhaus in der Sindlinger Straße am Ortsausgang. Baubeginn war im März 1970, Anfang 1975 ging der Bauträger Alpha Bau Frankfurt in Konkurs. Helaba Landesbank Hessen-Thüringen kaufte einen Großteil der Wohnungen zu 70 % des Schätzpreises. Erst 1980 waren alle Wohnungen verkauft.
Am Mainufer verlaufen mehrere Radwanderwege:
- Der Hessischen Radfernweg R3 (Rhein-Main-Kinzig-Radweg) führt unter dem Motto Auf den Spuren des Spätlesereiters. entlang von Rhein, Main und Kinzig über Fulda nach Tann in der Rhön. Auf Teilstück bis Eltville – Hochheim am Main führt der R3 über die Rheingauer Riesling Route.
- Der Main-Radweg führt von den Quellen des Weißen- und Roten Mains bis nach Mainz zur Mündung in den Rhein.
- Die D-Route 5 (Saar-Mosel-Main) von Saarbrücken über Trier, Koblenz, Mainz, Frankfurt am Main, Würzburg und Bayreuth bis zur tschechischen Grenze (1.021 km).

## Geschichte

### Übersicht
Das Gebiet um Hattersheim war schon früh besiedelt. So wurden bei archäologischen Ausgrabungen südlich der Voltastraße Siedlungsspuren aus dem Mittelneolithikum und ein Frauengrab aus dem Endneolithikum entdeckt. Ferner wurden bei Ausgrabungen eisenzeitliche Funde keltischen Ursprungs gesichert. Im Baugebiet Südwest wurde ein Gräberfeld entdeckt, welches ungefähr von 500 vor Christus bis 200 vor Christus genutzt worden ist.
Die Endsilbe -heim in Hattersheim und Eddersheim deutet auf fränkische Siedlungen hin, die im 6. oder 7. Jahrhundert gegründet worden sein könnten. Ähnlich alt war der benachbarte Ort Heddingheim auf der Gemarkung des heutigen Kriftel. Heddingheim wurde im 16. Jahrhundert zur Wüstung.
Hattersheim war von 1597 bis 1601 von Hexenverfolgung betroffen, sieben Frauen wurden Opfer der Hexenprozesse. Die Stadtverordnetenversammlung Hattersheim hat am 3. Dezember 2015 einstimmig die Rehabilitierung der Opfer der Hexenprozesse/Hexenverfolgung beschlossen.
Am 10. August 1845 begann die englische Königin Victoria mit ihrem Gemahl Prinz Albert von Sachsen-Coburg und Gotha in Antwerpen eine Reise durch Belgien und deutsche Länder. Für diese Reise legte die Königin ein Tagebuchheft an, das im Original erhalten geblieben ist. Ihr Tagebucheintrag vom 18. August 1845 berichtete von ihrer Reise bzw. einer Kutschfahrt, die sie auch nach Hattersheim, wahrscheinlich in den Posthof, führte:

„The high Mountains of Melipocus – & Helipocus are seen to the left, after passing thro' Hocheim (from which the corruption, – & the very incorrect one, of Hock, takes it's name.) At past 8 we changed horses at a small place called Hattersheim. – We had Hessian Postillions & were now in the Hessian Territories. – (Hesse Darmstadt.) The Country & the Towns – & Villages, extremely foreign looking.“

„Die hohen Berge Melibokus – und Helibokus sind auf der linken Seite zu sehen, nachdem man durch Hochheim fährt (wovon der korrumpierte und ganz falsche Name ›Hock‹ abgeleitet wird). Nach 8 wechselten wir die Pferde in einem kleinen Ort namens Hattersheim – Wir hatten hessische Postillione, und waren jetzt in den hessischen Gebieten (Hessen-Darmstadt). Die Landschaft und die Städte – und Dörfer sehen außerordentlich fremd aus.“

Am 16. Juni 1970 wurde Hattersheim zur Stadt erhoben. Am 1. August 1972 schlossen sich im Zuge der Gebietsreform in Hessen die Gemeinden Hattersheim, Okriftel und Eddersheim freiwillig zu einer neuen Stadt mit dem Namen Hattersheim zusammen. Am 1. Januar 1978 wurde deren Name amtlich in Hattersheim am Main geändert. Ortsbezirke wurden in der Stadt nicht gebildet.

### Einwohnerentwicklung
| Jahr | Hattersheim | Eddersheim | Okriftel | Stadt Hattersheim am Main (Gesamt) |
| ---- | ----------- | ---------- | -------- | ---------------------------------- |
| 1900 | 1.930       | 1.237      | 1.215    | 4.382                              |
| 1925 | 2.698       | 1.505      | 1.689    | 5.892                              |
| 1950 | 4.218       | 2.190      | 2.808    | 9.216                              |
| 1960 | 7.043       | 1.900      | 3.793    | 13.736                             |
| 1970 | 10.176      | 4.634      | 4.790    | 19.600                             |
| 1975 | 12.670      | 4.837      | 5.755    | 23.262                             |
| 1980 | 12.799      | 4.864      | 6.089    | 23.752                             |
| 1985 | 12.001      | 4.655      | 7.550    | 24.206                             |
| 1990 | 12.246      | 4.816      | 7.407    | 24.469                             |
| 1995 | 13.008      | 4.757      | 7.614    | 25.379                             |
| 2000 | 13.472      | 4.822      | 7.467    | 25.761                             |
| 2005 | 13.950      | 4.946      | 7.602    | 26.498                             |
| 2010 | 14.152      | 4.783      | 7.175    | 26.110                             |
| 2015 | 16.143      | 4.954      | 6.989    | 28.086                             |
| 2016 | 16.406      | 5.031      | 7.022    | 28.459                             |
| 2017 | 16.601      | 5.022      | 7.039    | 28.662                             |
| 2018 | 16.758      | 5.011      | 7.055    | 28.824                             |
| 2019 | 16.735      | 5.035      | 7.117    | 28.887                             |
| 2020 | 16.765      | 5.035      | 7.173    | 28.973                             |
| 2021 | 17.011      | 5.027      | 7.123    | 29.161                             |
| 2022 | 17.417      | 5.103      | 7.231    | 29.751                             |
| 2023 | 17.495      | 5.117      | 7.335    | 29.947                             |
| 2024 | 17.566      | 5.160      | 7.421    | 30.134                             |

## Sehenswertes

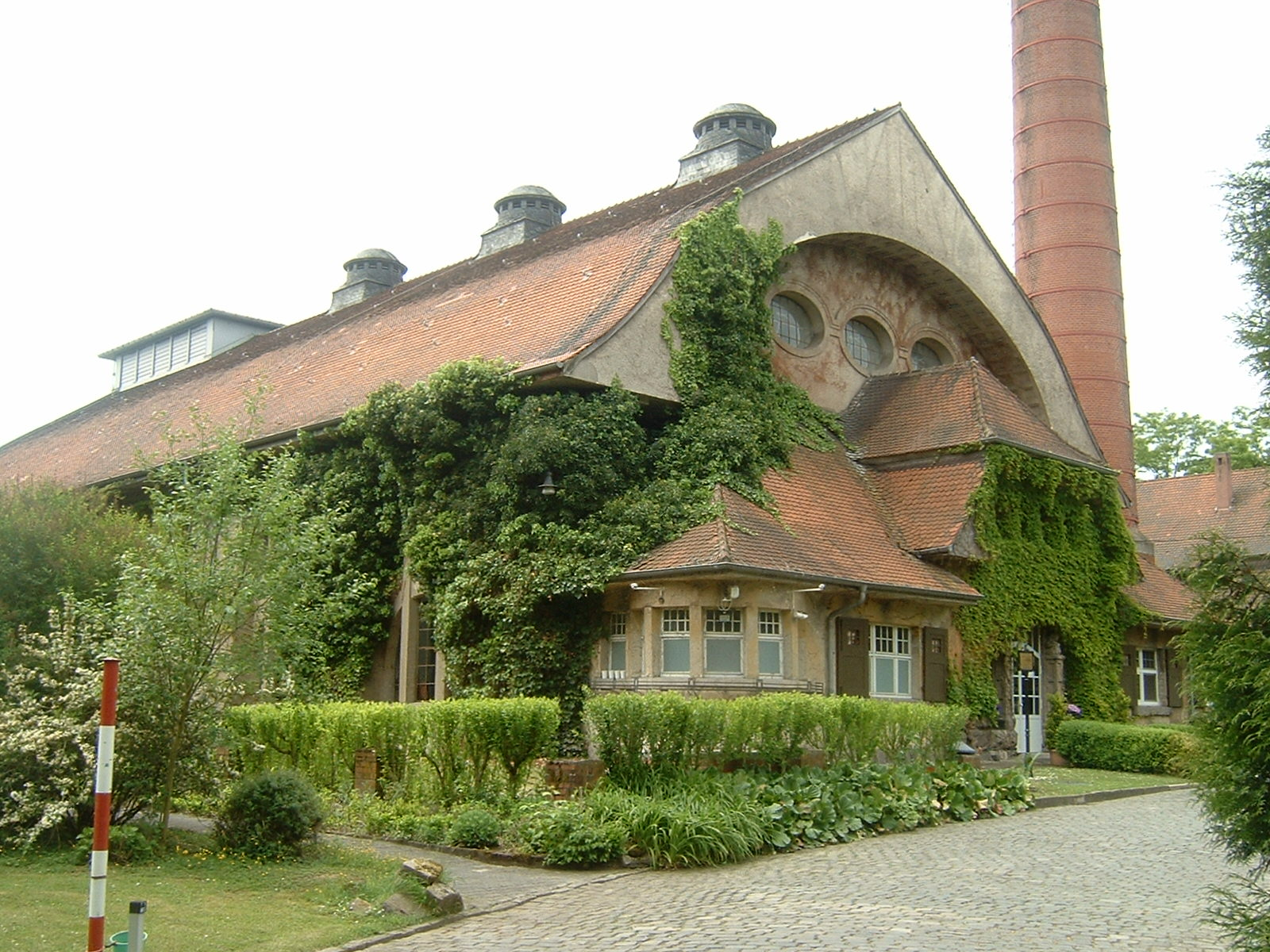
Wasserwerk Hattersheim

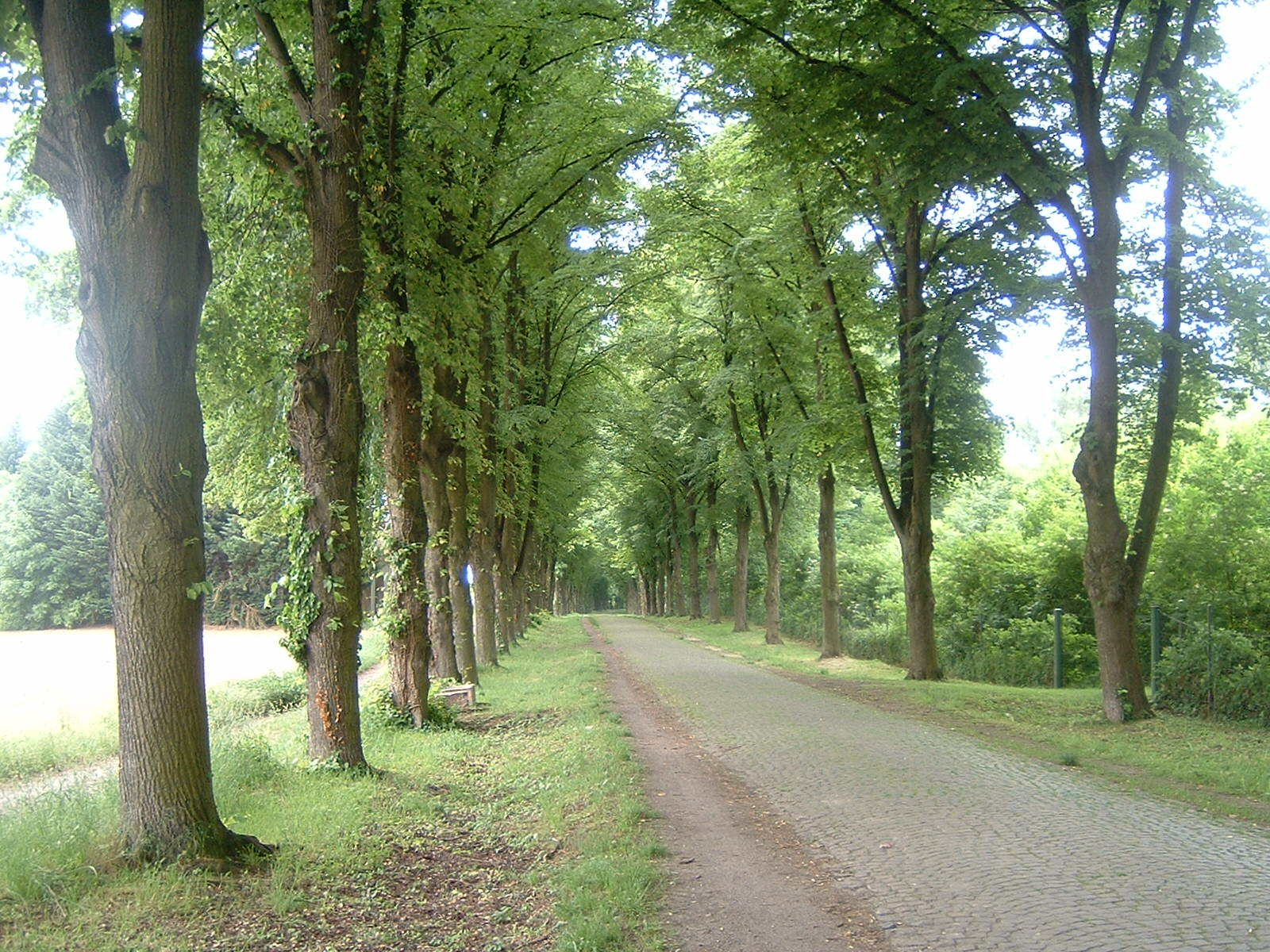
Wasserwerkchaussee

- Hattersheim ist Teil der Industrieroute Rhein-Main.
- Das 1909 fertiggestellte Wasserwerk Hattersheim wurde nach den Plänen des Baumeisters Hand Dasen im Jugendstil errichtet. Auch Elemente des seinerzeit geforderten Heimatstils sind vorhanden. Die Förderung wurde mittels Saugpumpen betrieben. Ursprünglich sorgte eine Dampfmaschine für den Antrieb der Pumpen, die heute elektrisch betrieben werden. Derzeit (2011) fördert das Hattersheimer Wasserwerk nicht mehr täglich rund um die Uhr, sondern dient nur noch dazu, Verbrauchsspitzen in der Wasserversorgung auszugleichen und wird vorgehalten als Ausfallreserve für die Sicherung der Versorgung im Großraum Frankfurt am Main.

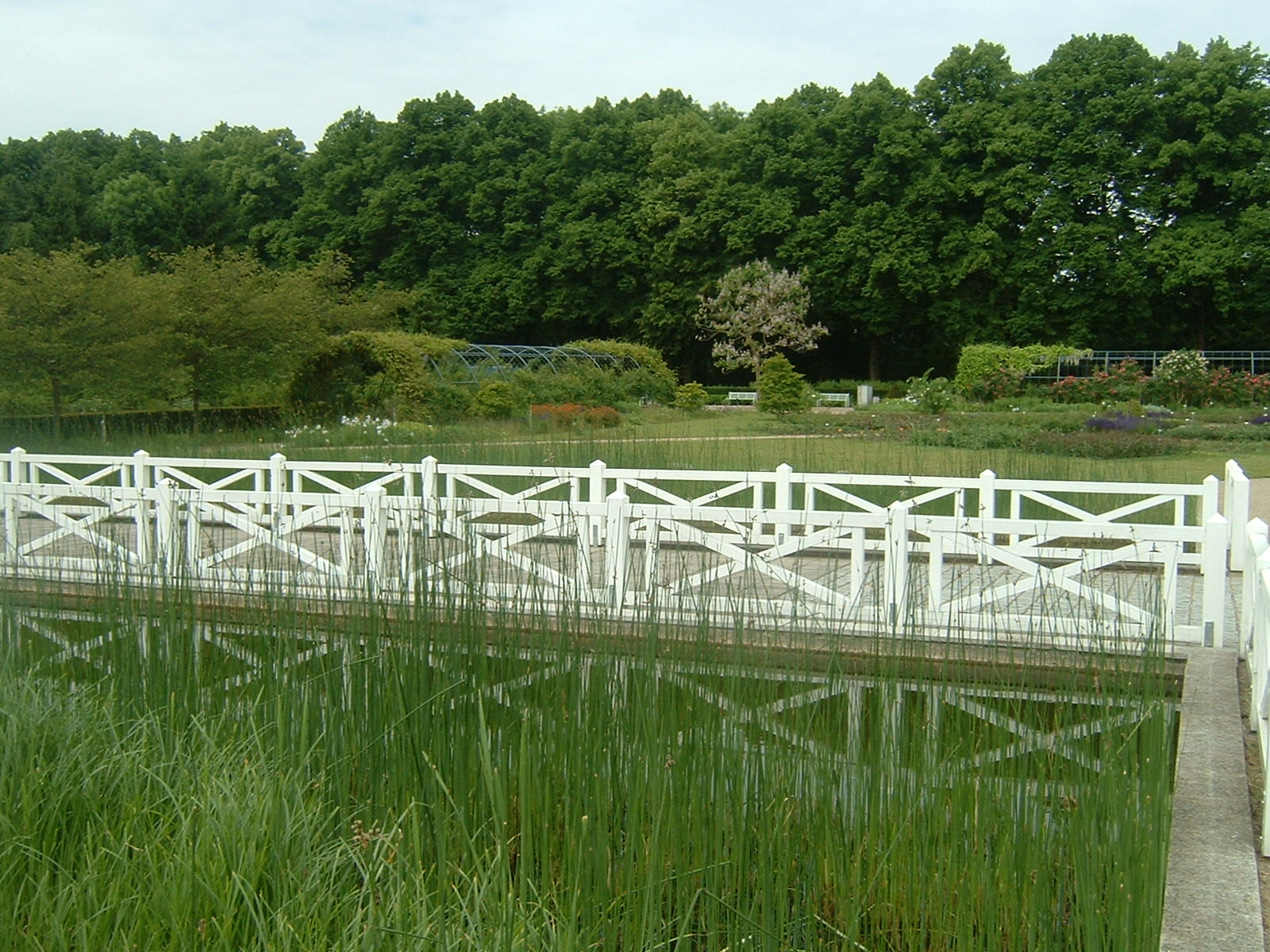
Teich am Rosarium

- Die Wasserwerkchaussee beginnt zwischen Hattersheim und Okriftel und war die 1905 erbaute Zufahrtsstraße zum Wasserwerk. Sie ist etwa zwei Kilometer lang, mit Kopfsteinpflaster ausgelegt und von Linden gesäumt.[19]
- Die neoromanische St.-Martinus-Kirche wurde 1913–1915 erbaut, wobei die barocke Vorgänger-Kirche (erbaut 1747) integriert wurde und Jugendstil-Elemente hinzugefügt wurden. Die Chorfenster wurden 1913–1914 von dem Glasmaler August Martin gestaltet.[20]
- Das Stadtmuseum Hattersheim beschäftigt sich mit Schwerpunkten aus der Stadt- und Industriegeschichte Hattersheims sowie der Archäologie. Es wurde im Mai 2023 eröffnet. Träger ist die Stadt Hattersheim, betrieben wird es vom Geschichtsverein Hattersheim 1985 e. V.[21]
- Das Rosarium Hattersheim wurde 1997 angelegt und liegt zwischen den Stadtteilen Hattersheim und Okriftel, an der Wasserwerkallee. Es erinnert an den gewerblichen Rosenanbau, der in Okriftel bis in die 1970er Jahre betrieben wurde. Die Anlage ist Teil des Angebots des Regionalparks Rhein-Main. Im Rosarium blühen im Sommer über 6000 Rosen und andere Gewächse um einen künstlich angelegten Teich. Blickfang des Rosariums sind zwei Holzpyramiden im Eingangsbereich, die von Kletterrosen berankt werden.[22]

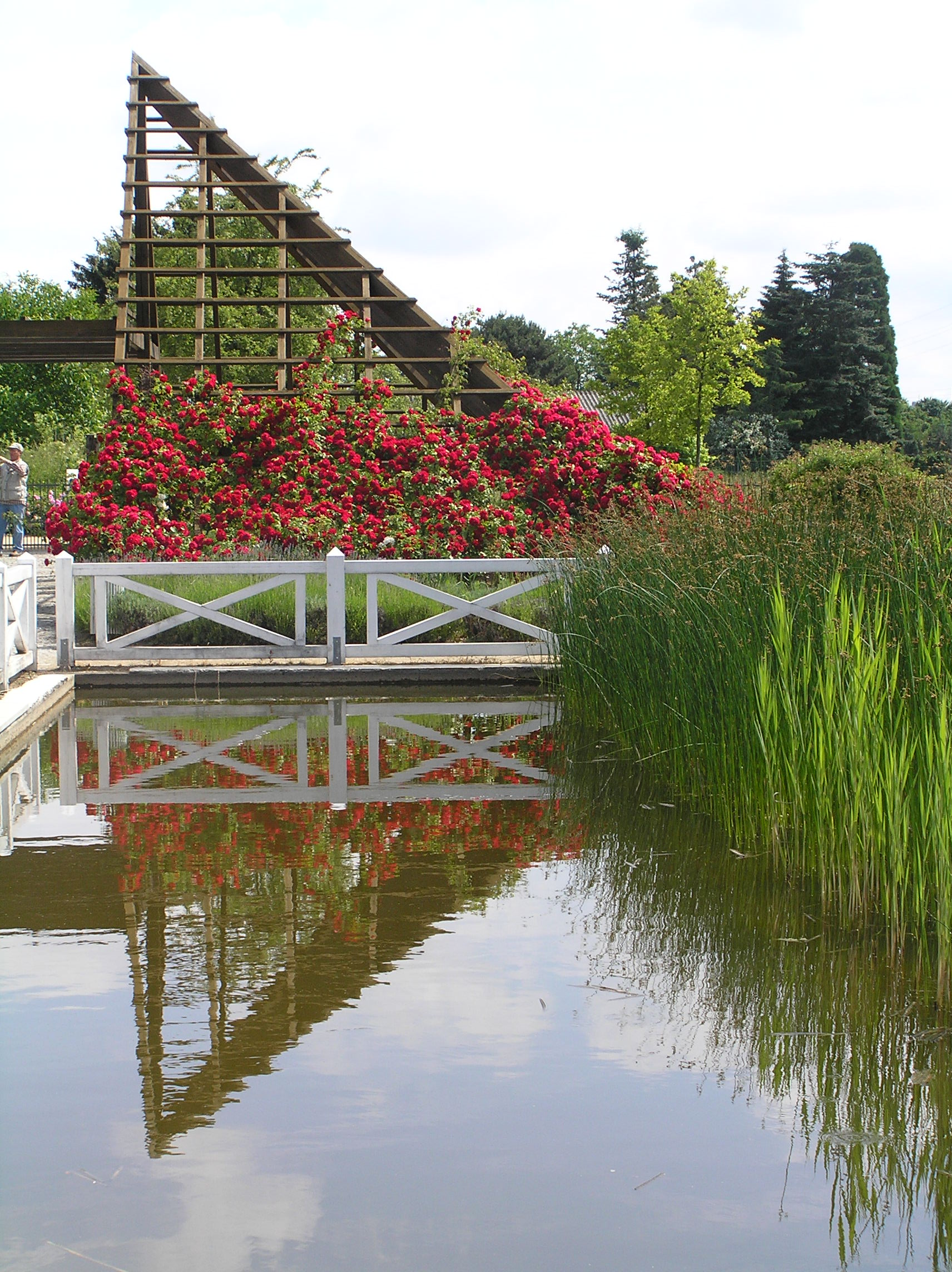
Pyramidenhälfte mit Wasserspiegelung
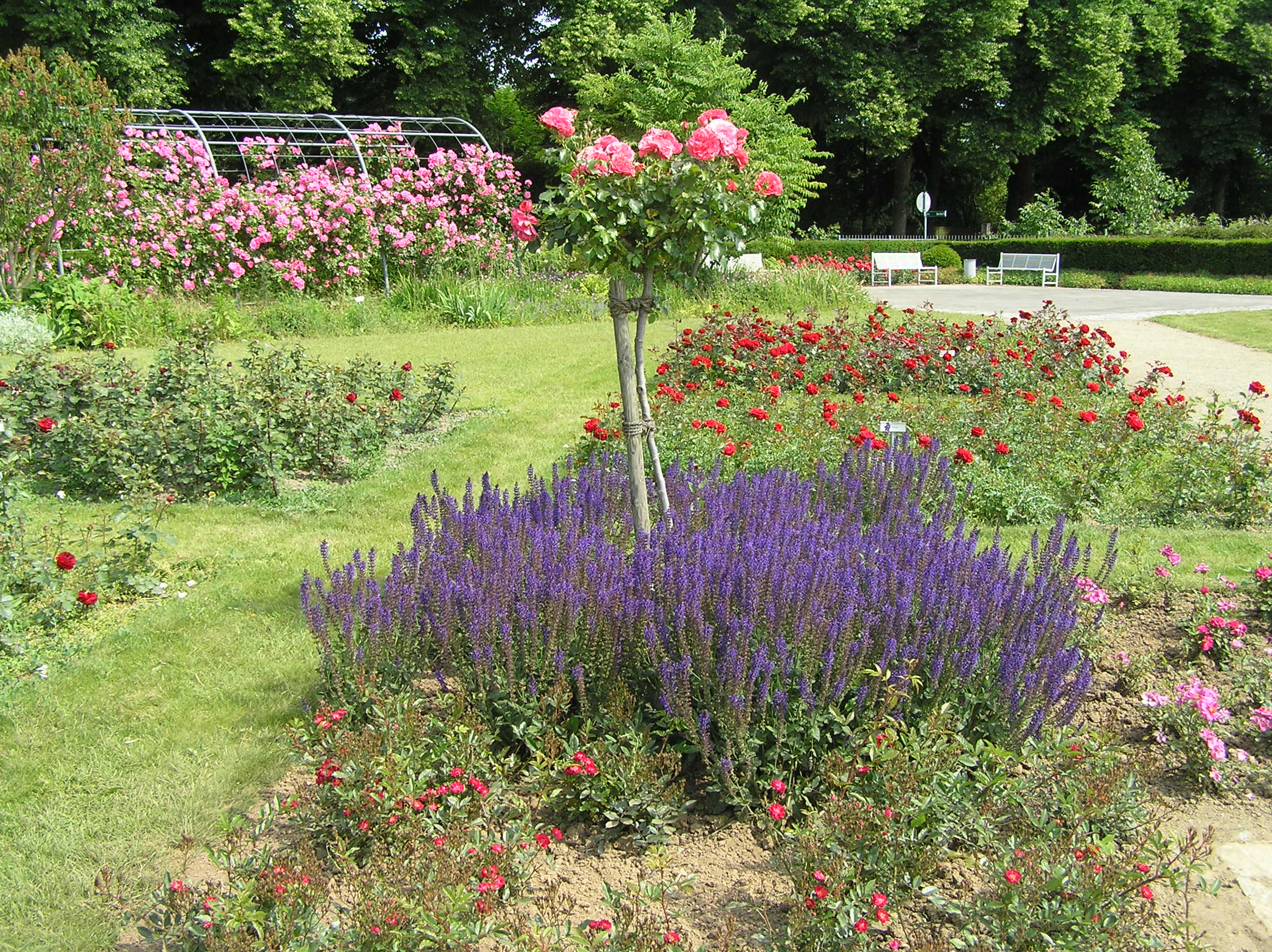
Beetanlagen
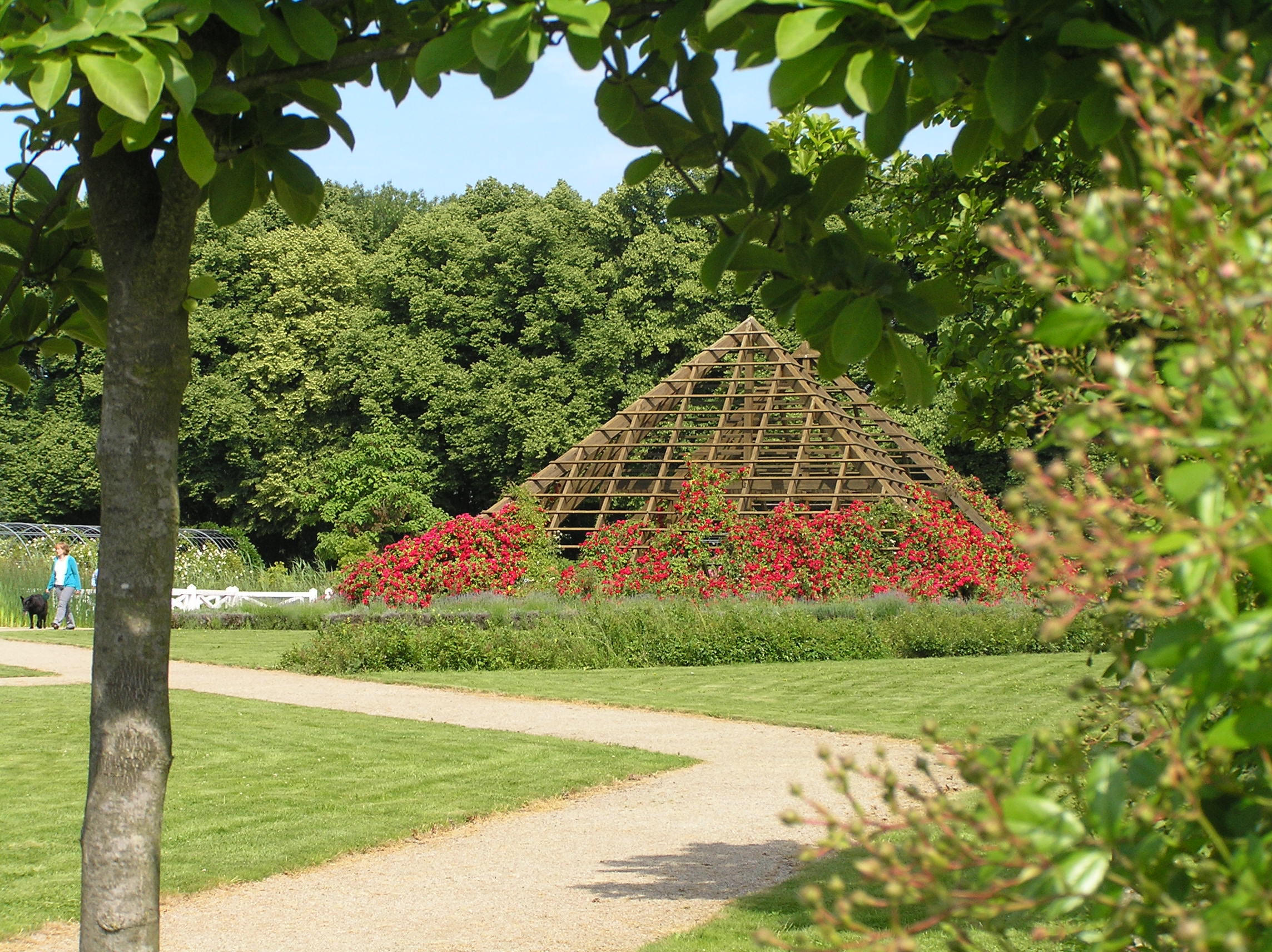
Die Pyramiden
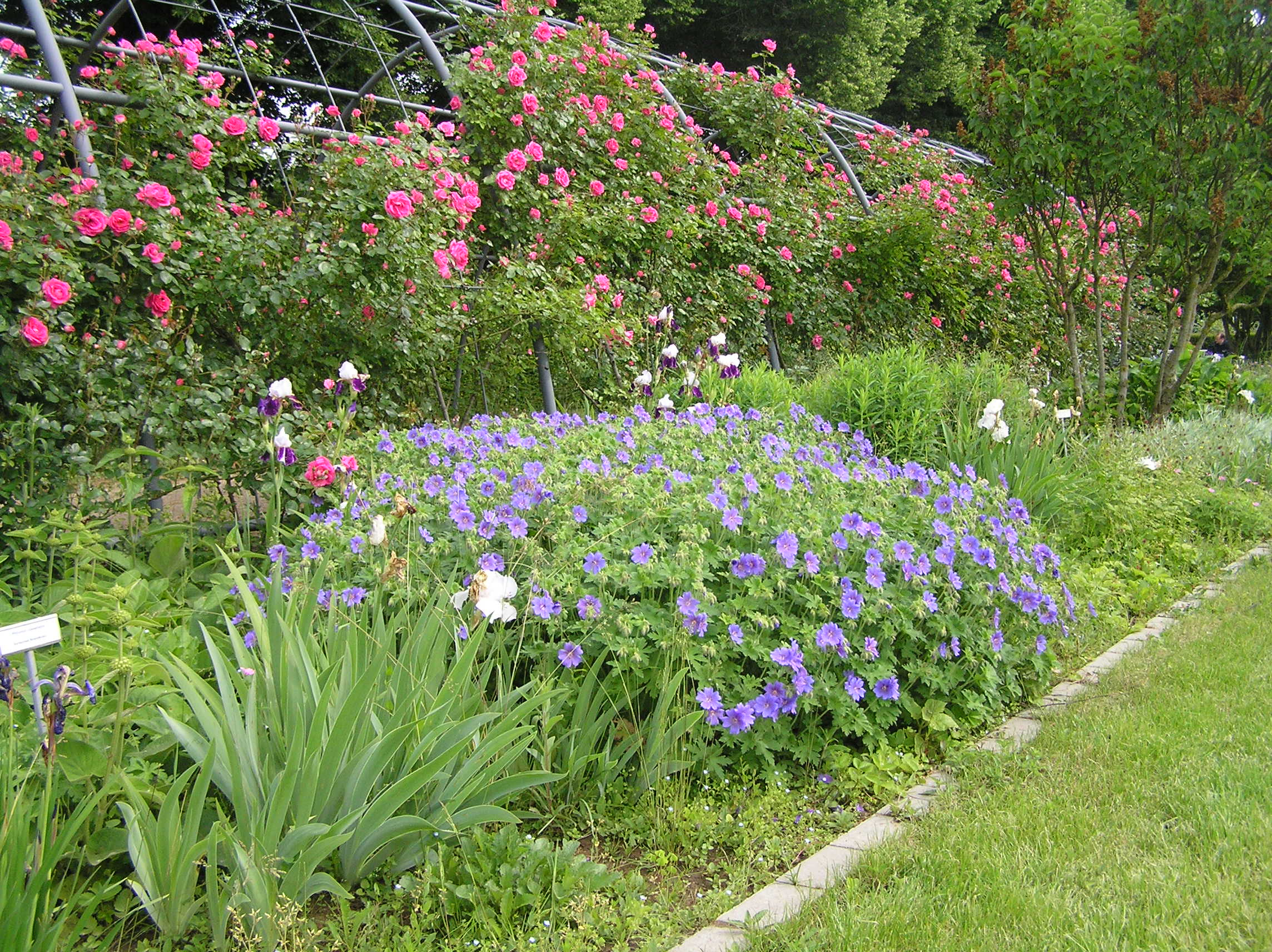
Frühblüher

## Veranstaltungen
Seit Mai 1989 finden in Hattersheim jährlich rund um den Posthof, in der gesamten Innenstadt und im Bürgerpark die „Lufthansa Klassikertage“ statt. Diese überregionale Veranstaltung wird durchgeführt von der „scuderia Lufthansa classico“. Es ist über zwei Tage ein lockeres Oldtimertreffen, mit Musik, Kleindarstellern und einer Oldtimer-Prämierung. Seit einigen Jahren wird die Veranstaltung durch einen verkaufsoffenen Sonntag und ein Innenstadtfest ergänzt. Die Klassikertage sind eine feste Institution im Rhein-Main-Gebiet, es nehmen dabei über 1000 Fahrzeuge teil.

## Politik

### Stadtverordnetenversammlung
Die Kommunalwahl am 14. März 2021 lieferte folgendes Ergebnis, in Vergleich gesetzt zu früheren Kommunalwahlen:
| Sitzverteilung in der Stadtverordnetenversammlung 2021Insgesamt 37 Sitze - PARTEI: 1 - SPD: 7 - Grüne: 6 - FDP: 2 - FWG: 2 - CDU: 19 |                                             |      |       |      |       |      |       |      |       |      |       |      |       |
| Parteien und Wählergemeinschaften | Parteien und Wählergemeinschaften           | 2021 | 2021  | 2016 | 2016  | 2011 | 2011  | 2006 | 2006  | 2001 | 2001  | 1997 | 1997  |
| Parteien und Wählergemeinschaften | Parteien und Wählergemeinschaften           | % 1  | Sitze | %    | Sitze | %    | Sitze | %    | Sitze | %    | Sitze | %    | Sitze |
| CDU | Christlich Demokratische Union Deutschlands | 51,1 | 19    | 36,0 | 13    | 34,8 | 13    | 35,3 | 13    | 33,5 | 12    | 28,7 | 10    |
| SPD | Sozialdemokratische Partei Deutschlands     | 19,2 | 7     | 34,0 | 13    | 38,8 | 14    | 44,7 | 16    | 40,9 | 15    | 42,4 | 16    |
| Grüne | Bündnis 90/Die Grünen                       | 15,8 | 6     | 8,3  | 3     | 16,0 | 6     | 8,5  | 3     | 9,4  | 3     | 8,3  | 3     |
| FDP | Freie Demokratische Partei                  | 6,3  | 2     | 8,1  | 3     | 6,2  | 2     | 7,0  | 3     | 7,3  | 3     | 7,2  | 3     |
| FWG | Freie Wählergemeinschaft Hattersheim        | 6,0  | 2     | 10,6 | 4     | 4,1  | 2     | 3,0  | 1     | 4,3  | 2     | 13,4 | 5     |
| PARTEI | Die PARTEI                                  | 1,6  | 1     | –    | –     | –    | –     | –    | –     | –    | –     | –    | –     |
| WPH | Wählervereinigung Pro-Hattersheim           | –    | –     | 2,9  | 1     | –    | –     | –    | –     | –    | –     | –    | –     |
| HWG | Hattersheimer Wähler Gemeinschaft           | –    | –     | –    | –     | –    | –     | 1,5  | 1     | 4,6  | 2     | –    | –     |
| Ungültige Stimmen in % | Ungültige Stimmen in %                      | 2,9  | –     | 3,8  | –     | 3,2  | –     | 3,7  | –     | 2,6  | –     | 3,7  | –     |
| Gesamtzahl Sitze | Gesamtzahl Sitze                            | 37   | 37    | 37   | 37    | 37   | 37    | 37   | 37    | 37   | 37    | 37   | 37    |
| Wahlbeteiligung in % | Wahlbeteiligung in %                        | 50,8 | 50,8  | 49,4 | 49,4  | 44,2 | 44,2  | 46,6 | 46,6  | 52,3 | 52,3  | 65,6 | 65,6  |

### Bürgermeister
Nach der hessischen Kommunalverfassung wird der Bürgermeister für eine sechsjährige Amtszeit gewählt, seit dem Jahr 1993 in einer Direktwahl, und ist Vorsitzender des Magistrats, dem in der Stadt Hattersheim neben dem Bürgermeister hauptamtlich ein Erster Stadtrat und ehrenamtlich 13 weitere Stadträte angehören. Bürgermeister ist seit dem 1. Oktober 2016 Klaus Schindling (CDU). Er setzte sich am 20. März 2016 in einer Stichwahl gegen Amtsinhaberin Antje Köster (SPD), die sich um eine zweite Amtszeit beworben hatte, bei 45,0 Prozent Wahlbeteiligung mit 50,5 Prozent der Stimmen durch. Es folgte eine Wiederwahl im Mai 2022.
Amtszeiten der Bürgermeister
- 2016–2028 Klaus Schindling (CDU)[29]
- 2010–2016 Antje Köster (SPD)
- 1998–2010 Hans Franssen (SPD)
- 1993–1998 Alfred Schubert (SPD)

### Wappen und Flagge
Wappen

Bannerflagge

Blasonierung: „Schild von Silber und Blau schräglinks geteilt, vorne ein wachsender roter Löwe, hinten eine silberne Lilie.“
Das Wappen wurde der damaligen Gemeinde Hattersheim im Main-Taunus-Kreis am 28. Oktober 1963 durch den Hessischen Innenminister genehmigt.
Es wurde durch den Bad Nauheimer Heraldiker Heinz Ritt seit 1954 entwickelt.
Das Wappen basiert auf dem Siegel von Rupert von Heydersheim aus dem Jahr 1248. Die Lilie wird heute als Symbol für Maria gedeutet, der ehemaligen Schutzpatronin der Hattersheimer Kirche, die auch in Gerichtssiegeln aus dem Jahr 1675 dargestellt ist. Die Bedeutung des Löwen ist nicht genau geklärt.
Die Farben weisen auf die zahlreichen Ortsherren Hattersheims hin: Rot-Silber für Mainz, Rot-Silber-Blau für Hessen, Blau-Silber für Falkenstein und Blau für Nassau.
Flagge
Die Flagge wurde der Gemeinde am 27. April 1964 durch das Hessische Innenministerium genehmigt und wird wie folgt beschrieben:
Flaggenbeschreibung: „Die Flagge zeigt die beiden Farben Rot und Weiß, die im oberen Drittel verwechselt sind, belegt mit dem Wappen der Gemeinde Hattersheim.“

### Städtepartnerschaften
Hattersheim am Main unterhält insgesamt drei Städtepartnerschaften: seit 1987 mit dem französischen Sarcelles, seit 1989 mit Santa Catarina im afrikanischen Inselstaat Kap Verde und seit 1992 mit dem ungarischen Mosonmagyaróvár.

## Wirtschaft
Hattersheim war früher ein bedeutender Standort der Rosenzucht, die von einzelnen Gärtnereien immer noch betrieben wird. Zwischen der Kernstadt und dem Stadtteil Okriftel liegt das öffentlich zugängliche Rosarium, es ist Teil des Regionalparks Rhein-Main.
Der Sitz der Sarotti AG, einer Tochtergesellschaft des Nestlé-Konzerns, befand sich bis 1994 in Hattersheim.
Neben Sarotti und der Cellulosefabrik Phrix war die Rhein-Main-Wellpappe GmbH seit 1957 der größte Arbeitgeber in der Voltastraße. Seit 1966 eine Zweigniederlassung der Holfelder Werke GmbH und Co. KG. wurde sie 1997 geschlossen.
Damit ging für Hattersheim das Industriezeitalter zu Ende. Verblieben ist vorwiegend Kleingewerbe. Die 1961 gegründete Deutsche Präzisions-Ventil GmbH ist heute mit 275 Beschäftigten einer der größten Betriebe in Hattersheim. Seit Dezember 2012 gibt es ein weiteres produzierendes Unternehmen vor Ort. Poly-clip System hat die neue Firmenzentrale in Hattersheim am Main bezogen. Auf etwa 20.000 Quadratmetern wurde in neue Gebäude und neue Fertigungstechnologie investiert. Das Produktionsprogramm umfasst im Bereich der Clip-Verschlusstechnik Maschinen und Automationslösungen. Das Unternehmen beschäftigt an diesem Standort mehr als 250 Mitarbeiter.

## Verkehr
Hattersheim am Main besitzt mit dem Bahnhof Hattersheim (Main) einen Anschluss an die Taunus-Eisenbahn von Frankfurt am Main nach Wiesbaden. Am Bahnhof Hattersheim (Main) halten Züge der Linie S1 der S-Bahn Rhein-Main. Darüber hinaus gibt es in Eddersheim eine Station an der Taunus-Eisenbahn.
In Hattersheim verkehren fünf Buslinien. Die Linien 831 und 832 verbinden mit ihren jeweils ringförmigen Linienführungen die Stadt mit dem Bahnhof. Die Linie 833 verkehrt zwischen dem Stadtteil Okriftel und dem Bahnhof Hattersheim und dient als Zubringer zur S-Bahn. Von Eddersheim nach Hattersheim über Okriftel und weiter nach Hofheim führt die Linie 834. Von Hofheim aus führt die Linie X17 seit Dezember 2016 über Hattersheim direkt an den Flughafen Frankfurt und weiter nach Neu-Isenburg. An Wochenenden und vor Feiertagen wird Hattersheim außerdem von der Frankfurter Nachtbuslinie n82 bedient.

## Persönlichkeiten
- Johann Seelig (1787–1861), Schultheiß und Mitglied des Nassauischen Landtags
- Christoph Zimmermann (1788–1844), Mühlenbesitzer und Mitglied des Nassauischen Landtags
- Philipp Anton Hattemer (1826–1918), Mühlenbesitzer und Mitglied des Kommunallandtages für die Provinz Hessen-Nassau
- Anton Flettner (1885–1961), Erfinder des Flettner-Rotors und des Flettner-Doppelrotors; geboren im Stadtteil Eddersheim
- Jupp Jost (1920–1993), Maler, Grafiker, Bildhauer
- Gerhard Matzat (1921–1994), deutscher Künstler (Nachkriegsmoderne, u. a.: 1949 Landeswappen Hessens)[38]
- Hans Weilbächer (1933–2022), deutscher Fußballmeister von 1959 mit Eintracht Frankfurt
- Josef Weilbächer (1944–2020), Fußballspieler bei Eintracht Frankfurt und Kickers Offenbach
- Andreas Franz (1954–2011), deutscher Schriftsteller, geboren in Quedlinburg, lebte bis zu seinem Tod in Hattersheim
- Wolfgang Trapp (* 1957), Profifußballer, u. a. SV Darmstadt 98, Eintracht Frankfurt, Union Solingen, Karlsruher SC, heute Trainer, startete seine Fußballkarriere bei Germania Okriftel